# Saint-Job-in-'t-Goor
Pour les articles homonymes, voir Goor (homonymie).
Pour le quartier d'Uccle en région bruxelloise, voir quartier Saint-Job.
Saint-Job-in-'t-Goor,, (en néerlandais : Sint-Job-in-'t-Goor) est une section de la commune belge de Brecht située en Région flamande dans la province d'Anvers. C'était une commune à part entière avant la fusion des communes de 1977.

## Histoire
Le site est déjà mentionné au XIIIe siècle. Le village est construit autour d'une chapelle dédiée à Saint Job. Initialement, Saint Job était une paroisse de Schoten, jusqu'à ce qu'elle en soit séparée en 1564 Jusque-là, Saint-Job, comme Schoten, faisait également partie du diocèse médiéval de Cambrai  tandis que Brecht faisait partie du diocèse de Liège.
En 1977, le village est fusionné dans la commune de Brecht.

## Démographie

### Évolution démographique
- Sources : INS, Rem. : 1831 jusqu'en 1970 = recensements, 1976 = nombre d'habitants au 31 décembre[5].